# Черновка (Сергиевский район)
Черно́вка — село в Сергиевском районе Самарской области. Административный центр сельского поселения Черновка.

## География
Село находится у реки Черновка, на расстоянии примерно 35 км (по прямой) к юго-западу от села Сергиевск, административного центра района.

### Часовой пояс
Село Черновка, как и вся Самарская область, находится в часовой зоне МСК+1. Смещение применяемого времени относительно UTC составляет +4:00.

## История
Село основано в 1732 году, когда вдоль левого берега реки Сок стала сооружаться Ново-Закамская укрепленная линия. С 1967 года работал совхоз имени XXIII съезда КПСС.

## Население
| 2008 | 2010  |
| ---- | ----- |
| 1192 | ↘1132 |

### Национальный состав
Согласно результатам переписи 2002 года, в национальной структуре населения русские составляли 78 % из 1165 чел.

## Улицы
| - ул. Демидова, - ул. Завальская, - ул. Заречная, - ул. Комарова, | - ул. Кооперативная, - ул. Красина, - ул. Новостроевская, - ул. Советская, | - ул. Совхозная, - ул. Тракторная, - ул. Центральная, - ул. Школьная. |